# California Motion Picture Corporation
La California Motion Picture Corporation fu una casa di produzione e di distribuzione californiana, uno studio indipendente che aveva la sua sede a San Francisco con gli studi nella Contea di Marin molto prima che l'industria cinematografica statunitense si concentrasse a Hollywood.
George Middleton, un finanziere le cui fortune provenivano dall'industria ferroviaria e automobilistica, fu produttore esecutivo della compagnia. Uno dei suoi film, Salomy Jane, lanciò la carriera cinematografica di Beatriz Michelena, un'attrice che aveva cominciato come soprano e che viene ricordata come una delle prime star del cinema latino-americano dell'epoca. Middleton e Michelena si erano sposati nel 1907 e l'attrice partecipò attivamente alla produzione dei suoi film. Dopo una disputa che la coppia ebbe con la proprietà dello studio per compensi arretrati, Beatriz Michelena diventò produttore esecutivo e co-proprietaria della compagnia quando la società passò sotto il controllo suo e quello del marito.

## Filmografia

### Produzione
- On Matrimonial Seas (1911)
- In the Hour of Peril (1912)
- The Bear Trap (1912)
- Too Late (1912)
- Under Convict's Stripes (1912)
- The Man That Didn't Care (1912)
- Worry and Care  (1912)
- Salomy Jane, regia di Lucius Henderson e William Nigh (1914)
- Mrs. Wiggs of the Cabbage Patch, regia di Harold Entwistle (1914)
- Mignon, regia di Alexander E. Beyfuss (1915)
- The Pageant of San Francisco, regia di Earle Emlay (1915)
- The Lily of Poverty Flat, regia di George E. Middleton (1915)
- A Phyllis of the Sierras, regia di George E. Middleton (1915)
- Salvation Nell, regia di George E. Middleton (1915)
- The Rose of the Misty Pool, regia di George E. Middleton (1915)
- The Unwritten Law, regia di George E. Middleton (1916)
- The Woman Who Dared, regia di George E. Middleton (1916)
- Innocence, regia di Norval MacGregor (1917)
- The Price Woman Pays, regia di George Terwilliger (1919)
- Heart of Juanita, regia di George E. Middleton  (1919)
- Who's Your Servant? (1920)

### Distribuzione
- The Unwritten Law, regia di George E. Middleton (1916)
- The Woman Who Dared, regia di George E. Middleton (1916)

## Galleria d'immagini

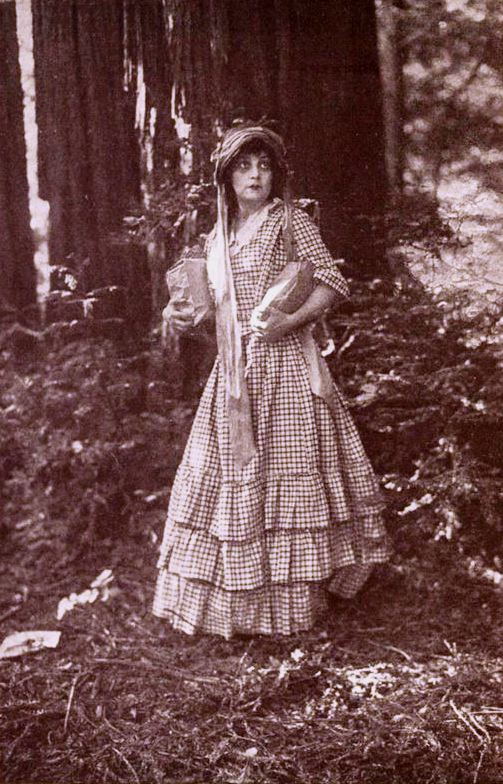
Salomy Jane (1914)
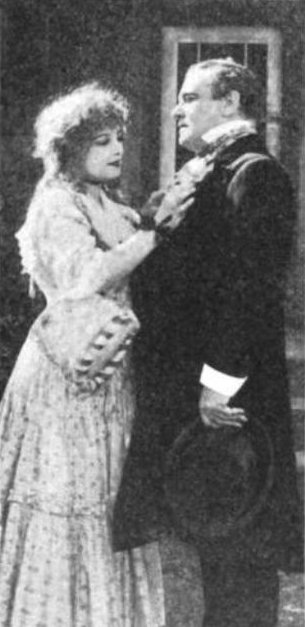
The Lily of Poverty Flat (1915)
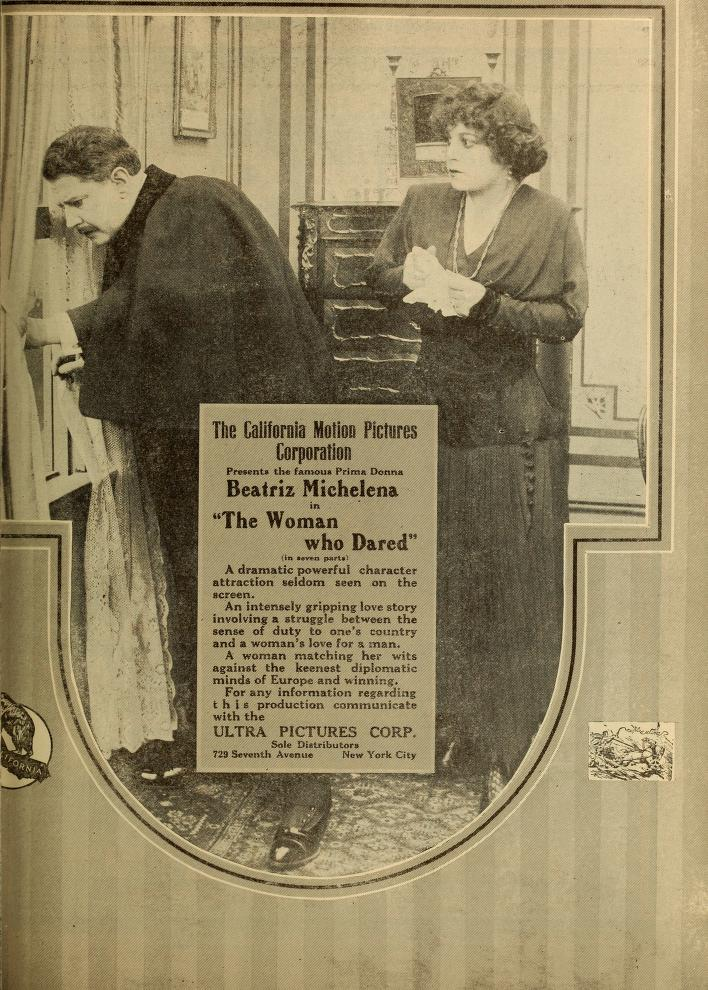
The Woman Who Dared (1916)
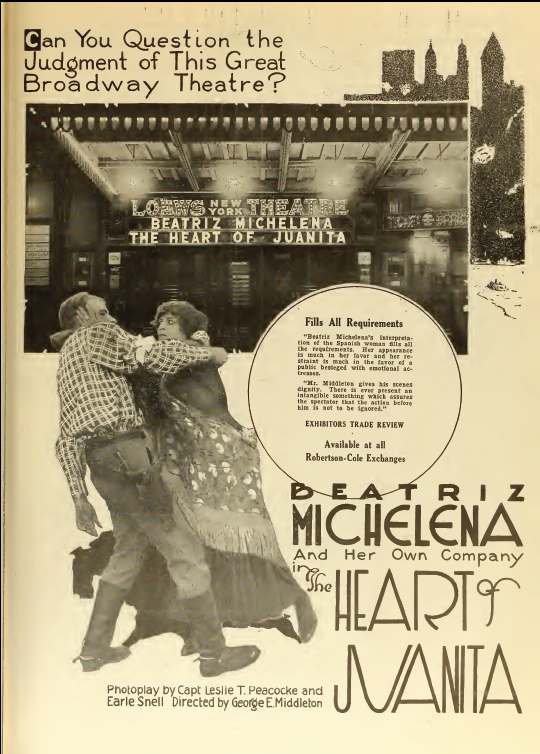
The Heart of Juanita (1919)